# Estvad-Rønbjerg Sogn
Estvad-Rønbjerg Sogn er et sogn i Skive Provsti (Viborg Stift). Sognet ligger i Skive Kommune;
I sognet ligger Estvad Kirke og Rønbjerg Kirke
Sognet blev dannet 1. juni 2018 ved en sammenlægning af Estvad Sogn og Rønbjerg Sogn.

## Estvad-Rønbjerg Sognekommune
Fra 1842 til 1970 udgjorde området Estvad–Rønbjerg Sognekommune i Ginding Herred i Ringkøbing Amt. Den gamle sognekommune blev lagt sammen med Skive Kommune i 1970.